# Skocznia narciarska w Pokrzywnej
Skocznia narciarska w Pokrzywnej („Seiffentalschanze”) – nieczynna skocznia narciarska położona w Pokrzywnej w polskiej części Gór Opawskich, na stokach Szyndzielowej Kopy (533 m n.p.m.). 
Skocznia powstała w 1931 roku z inicjatywy radcy naukowego Konrada Hannaka oraz Klubu Narciarskiego i Tenisowego z Prudnika. Budowę przeprowadziła prudnicka sekcja Śląskiego Sudeckiego Towarzystwa Górskiego (SGGV). Obiekt pozwalał oddawać ponad 40-metrowe skoki. 

Obiekt służył celom sportowym do końca lat 50. XX wieku, natomiast ostatnie zawody rozegrano tu w 1947 roku. Później obiekt nie był wykorzystywany m.in. z powodu nieregularnych opadów śniegu na tym terenie. 

W 2007 roku rozważano projekt remontu skoczni wraz z pokryciem jej igelitem oraz budowy drugiego, mniejszego obiektu. Ostatecznie zamiary te nie doczekały się realizacji.